# منتخب أيرلندا الشمالية تحت 18 سنة لكرة القدم
منتخب أيرلندا الشمالية تحت 18 سنة لكرة القدم (بالإنجليزية: Northern Ireland national under-18 schoolboys football team) هو ممثل أيرلندا الشمالية الرسمي في المنافسات الدولية في كرة القدم في فئة كرة قدم تحت 18 سنة للرجال، يديريه الاتحاد الأيرلندي لكرة القدم.